# Ludvig Frederik Brock

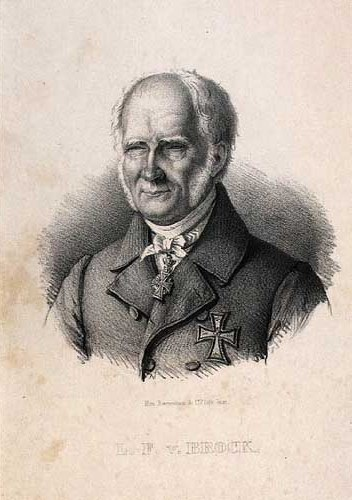
Ludvig Frederik Brock.

Ludvig Frederik Brock, född den 20 augusti 1774, död den 22 november 1853, var en dansk-norsk officer.
Brock var stabschef hos prins Kristian Fredrik 1809, och blev 1814 överadjutant i den norska generalstaben. Han stod Kristian Fredrik personligen nära, och spelade viss roll i 1814 års norska händelser. Ursprungligen motståndare till Norges skilsmässa från Danmark försvarade han sedan Kristian Fredrik antagit norska kronan detta steg. Han förde i augusti 1814 förhandlingarna med Karl XIV Johan om ratificeringen av Konventionen i Moss. Efter Norges förening med Sverige gick Brock i dansk krigstjänst men lämnade 1829 denna på grund av sjukdom. Han gjorde sig senare bemärkt som medlem av ständerförsamlingen i Viborg. Brocks anteckningar om händelserna 1813–14 är utgivna av Frederik Schiern.